# Sâmbăta Nouă, Tulcea
Sâmbăta Nouă (în turcă Doyuran)  este un sat în comuna Topolog din județul Tulcea, Dobrogea, România.
Localitatea  aparține de comuna Topolog și se află la distanța de 6 km de aceasta și 62 km de municipiul Tulcea.
Localitatea a luat ființă în jurul anului 1860, fiind menționată în 1867 în Tapiurile otomane, sub numele de Dayran.
Satul este strabatul de paraul Ramnicel (Hagi – Omer).
Acces în localitate: 
Acces rutier din drumul national DN22A, din comuna Topolog, apoi prin drumul judetean DJ222B.}}

## Personalități
- Ion Lazia, deputat